# Ponferrada
Ponferrada é um município da Espanha na província de Leão, comunidade autónoma da Castela e Leão. É a capital da comarca de El Bierzo. Tem 283,2 km² de área e em 2021 tinha 63 747 habitantes (densidade: 225,1 hab./km²).

## Património edificado
- Castelo de Ponferrada

## Demografia
| Variação demográfica do município entre 1991 e 2004 [carece de fontes?] | Variação demográfica do município entre 1991 e 2004 [carece de fontes?] | Variação demográfica do município entre 1991 e 2004 [carece de fontes?] | Variação demográfica do município entre 1991 e 2004 [carece de fontes?] |
| ----------------------------------------------------------------------- | ----------------------------------------------------------------------- | ----------------------------------------------------------------------- | ----------------------------------------------------------------------- |
| 1991                                                                    | 1996                                                                    | 2001                                                                    | 2004                                                                    |
| 59948                                                                   | 61575                                                                   | 62175                                                                   | 65111                                                                   |